# Turn the Page (Lied)
Turn the Page (englisch für „Die Seite umblättern“) ist eine Ballade des US-amerikanischen Rockmusikers Bob Seger. Der Song erschien im Januar 1973 auf seinem sechsten Studioalbum Back in ’72 sowie im April 1976 als bekanntere Liveversion auf dem Album Live Bullet. Im Jahr 1998 veröffentlichte die US-amerikanische Metal-Band Metallica eine Coverversion des Liedes als Single.

## Inhalt und Hintergrund
Turn the Page handelt von den Höhen und Tiefen im Leben eines reisenden Musikers. Dabei werden vor allem die Momente auf den Reisen zwischen den Shows beschrieben, die im krassen Gegensatz zu den Auftritten im Rampenlicht stehen. Bob Seger singt aus der Perspektive des lyrischen Ichs über die gefühlt endlosen Fahrten im Tourbus, bei denen die Gedanken um die Frauen vom Vorabend kreisen und man sich einfach wünscht, endlich anzukommen. Er berichtet zudem über die komischen Blicke und Kommentare anderer Reisender in Autobahnraststätten über sein Aussehen als Rockmusiker mit langen Haaren.
Bob Seger schrieb den Song selbst, während er ihn zusammen mit Punch Andrews produzierte. Charakteristisch sind die Saxophontöne.

“Here I am, on the road again

There I am, up on the stage

Ah, here I go, playin’ star again

There I go, turn the page”

Für mehr als eine Million Verkäufe erhielt Turn the Page in den Vereinigten Staaten 2022 eine Platin-Schallplatte.
| Land/Region               | Auszeichnungen für Musikverkäufe (Land/Region, Auszeichnung, Verkäufe) | Verkäufe  |
| ------------------------- | ---------------------------------------------------------------------- | --------- |
| Vereinigte Staaten (RIAA) | Platin                                                                 | 1.000.000 |
| Insgesamt                 | 1× Platin ·                                                            | 1.000.000 |

## Besetzung
- Bob Seger – Gesang, Elektronische Orgel
- Drew Abbott – E-Gitarre
- Chris Campbell – E-Bass
- Charlie Allen Martin – Schlagzeug
- Alto Reed – Saxophon
- Robyn Robbins – Mellotron

## Coverversion von Metallica
Am 16. November 1998 veröffentlichte die US-amerikanische Metal-Band Metallica eine Coverversion des Liedes als erste Single aus ihrem Coveralbum Garage Inc.

### Produktion
Die Coverversion wurde von dem US-amerikanischen Musikproduzenten Bob Rock in Zusammenarbeit mit den Metallica-Mitgliedern James Hetfield und Lars Ulrich produziert. Der Text des Songs blieb dabei nahezu unverändert, während das ursprüngliche Saxophon durch eine Slide-Gitarre ersetzt wurde.

### Musikvideo
Bei dem zu Turn the Page gedrehten Musikvideo führte Jonas Åkerlund Regie. Es verzeichnet auf YouTube über 65 Millionen Aufrufe (Stand Oktober 2023). Im Video spielt die US-amerikanische Pornodarstellerin Ginger Lynn eine alleinerziehende Sexarbeiterin. Dabei wird ein Tag aus ihrem Leben zwischen Arbeit und der Erziehung ihres Kindes gezeigt. Zu Beginn liegt sie noch im Bett, während ihre Tochter bereits wach ist und sich anzieht. Sie schminkt sich und fährt mit ihrer Tochter in die Stadt, wo sie im Waschsalon Wäsche wäscht. Anschließend fahren sie zu einem Club, wo Ginger Lynn als Stripperin vor Männern an einer Stange tanzt, während ihre Tochter backstage wartet. Danach kehren sie nachhause zurück, wo die Tochter abends erschöpft einschläft. Ginger Lynn legt sie ins Bett und macht sich erneut zurecht, bevor sie die Wohnung verlässt und am Straßenstrich zu einem Freier ins Auto steigt. Sie nimmt den Kunden mit zu sich nachhause, wo er sie im Bett schlägt, während ihre Tochter im Nebenzimmer durch den Lärm erwacht und sich, nachdem der Freier die Wohnung verlassen hat, zu ihrer weinenden Mutter ins Bett legt. Zwischendurch sind Metallica in einem halbdunklen Raum zu sehen, wo sie den Song spielen.

### Single

#### Covergestaltung
Das Singlecover zeigt die schwarzen Schriftzüge Metallica und Turn the Page. Im Hintergrund befinden sich verschiedene Textzettel, auf denen jeweils das Wort „Garage“ in diversen Sätzen steht.

#### Titellisten
Single
1. Turn the Page – 6:06
2. Damage Inc. (live) – 4:53

Maxi 1
1. Turn the Page – 6:06
2. Bleeding Me (live) – 8:31
3. Stone Cold Crazy (live) – 3:29
4. The Wait (live) – 4:42

Maxi 2
1. Turn the Page – 6:06
2. Damage Inc. (live) – 4:53
3. Fuel (The Video) – 4:29

#### Chartplatzierungen
Turn the Page stieg am 30. November 1998 auf Platz 23 in die deutschen Singlecharts ein und konnte sich neun Wochen lang in den Top 100 halten. Die Top 20 erreichte der Song unter anderem in Finnland, Norwegen, Australien, Schweden und Österreich. Dagegen konnte er sich in den US-amerikanischen Top 100 nicht platzieren.
| ChartsChartplatzierungen | Höchstplatzierung | Wochen |
| ------------------------ | ----------------- | ------ |
| Deutschland (GfK)        | 23 (9 Wo.)        | 9      |
| Österreich (Ö3)          | 19 (8 Wo.)        | 8      |

#### Auszeichnungen für Musikverkäufe
Die Single wurde 2025 in den Vereinigten Staaten mit einer Platin-Schallplatte ausgezeichnet.
| Land/Region               | Auszeichnungen für Musikverkäufe (Land/Region, Auszeichnung, Verkäufe) | Verkäufe  |
| ------------------------- | ---------------------------------------------------------------------- | --------- |
| Australien (ARIA)         | Platin                                                                 | 70.000    |
| Neuseeland (RMNZ)         | Gold                                                                   | 15.000    |
| Schweden (IFPI)           | Gold                                                                   | 15.000    |
| Vereinigte Staaten (RIAA) | Platin                                                                 | 1.000.000 |
| Insgesamt                 | 2× Gold · 2× Platin ·                                                  | 1.100.000 |

Hauptartikel: Metallica/Auszeichnungen für Musikverkäufe

## Weitere Coverversionen
Turn the Page wurde zudem unter anderem 1974 von dem australischen Sänger Jon English sowie 1985 von dem US-amerikanischen Country-Musiker Waylon Jennings gecovert.